# Fèlix Serra Bayona
Fèlix Serra Bayona   (1 de març de 1943) és un antic pilot d'automobilisme català. Formà part de l'Escuderia Montjuïc i durant la dècada de 1960 participà en ral·lis i en curses de velocitat. Guanyà entre altres proves la cursa del Circuit de Martorell (1964) i el Ral·li Tres Costes (1967). El 1968 es proclamà campió de Catalunya de velocitat i fou subcampió de Catalunya de ral·lis.